# 매천중학교
매천중학교(梅川中學校)는 대한민국 대구광역시 북구 태전동에 있는 공립 중학교이다.

## 학교 연혁
- 2006년 5월 25일 : 매천중학교 설립인가(일반 36학급, 특수 1학급)
- 2008년 2월 1일 : 신축공사 준공
- 2008년 3월 1일 : 초대 박헌영 교장 취임
- 2008년 3월 3일 : 제1회 입학식 (신입생 남 174명, 여 156명 10학급 계 330명)
- 2009년 1월 8일 : 매천중학교 교가 제정 승인(작사 박헌영, 작곡 이진경)
- 2011년 2월 10일 : 제1회 졸업식 (10학급 356명)
- 2019년 3월 1일 : 제5대 안기호 교장 취임
- 2022년 2월 9일 : 제12회 졸업식(10학급 216명, 누계 3,811명)
- 2022년 3월 2일 : 입학식(9학급 남 102명, 여 110명 계 212명)
- 2022년 4월 7일 : 다목적강당 및 사격장 증축공사 준공

## 참고 자료
- 매천중학교 - 한국교육학술정보원 학교알리미